# John Gerard
Pour les articles homonymes, voir John Gerard (jésuite).
John Gerard ou Gerarde, né en 1545 à Nantwich et mort en 1612 à Londres, est un botaniste anglais, célèbre pour son herbier.

## Biographie
Après des études de médecine à Willaston près de Nantwich, il devient chirurgien de marine. Après avoir beaucoup voyagé, il supervise la création, en 1577, des jardins de Lord Burleigh à Londres.
En 1596, il publie une liste des plantes qu'il cultive dans son jardin d'Holborn. C'est la première publication de ce type.
En 1597, il fait paraître son fameux herbier, The Herball or Generall Historie of Plantes. Il s'agit en réalité d'une adaptation de l'œuvre de Dodoens. Il contient plus 1 800 gravures sur bois mais très peu sont nouvelles. Malgré tout, on trouve dans l'œuvre de Gerard la première (ou l'une des premières) représentation de la pomme de terre.

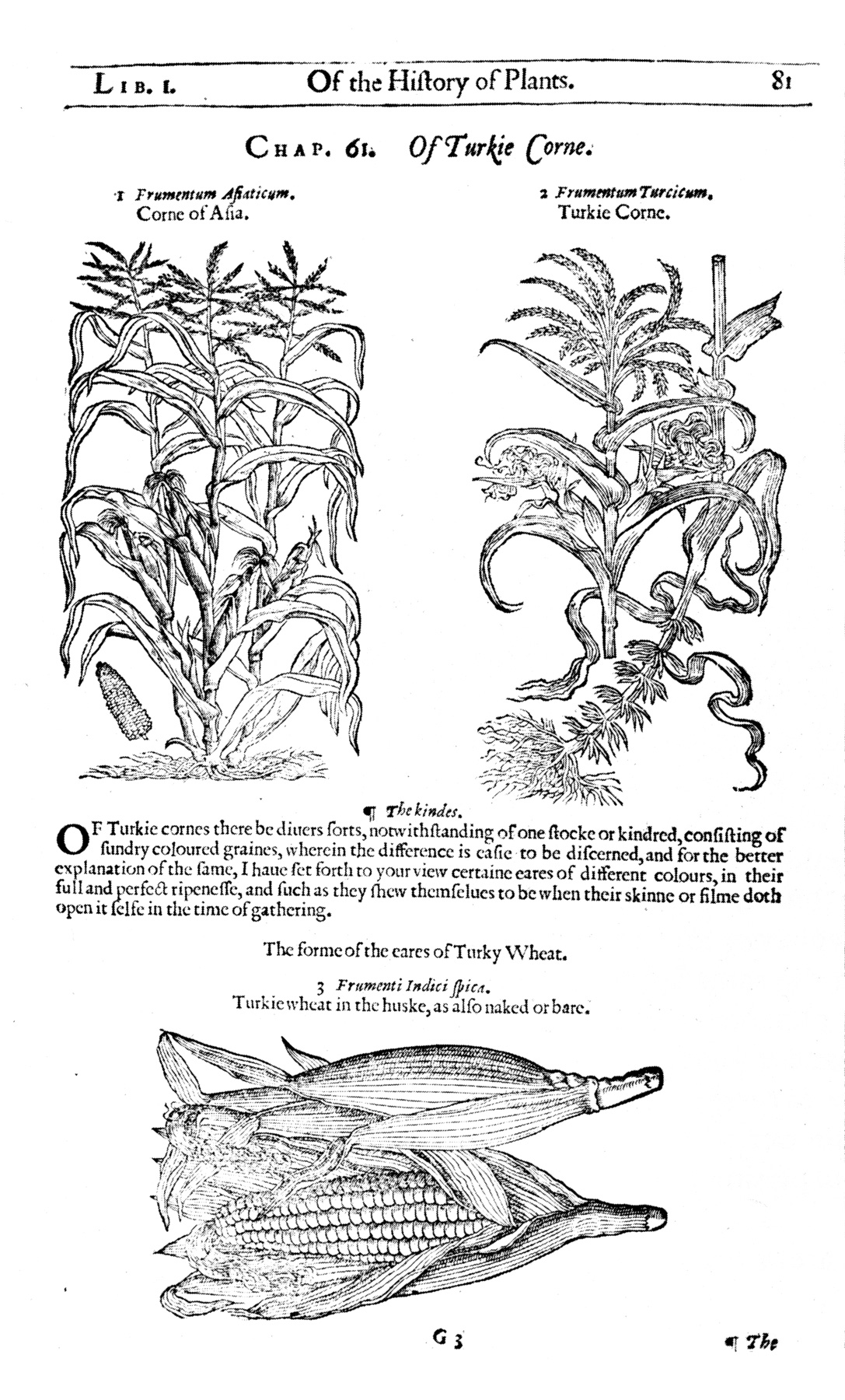
Maïs

## Culture populaire
- Dans la série Gunpowder, son personnage est interprété par Robert Emms.